# Lepanthes koehleri
Lepanthes koehleri är en orkidéart som beskrevs av Rudolf Schlechter. Lepanthes koehleri ingår i släktet Lepanthes och familjen orkidéer. Inga underarter finns listade i Catalogue of Life.